# Gottfrid Björck (militär)
Karl Gottfrid Björck, född 31 maj 1893 i Bäckseda församling, Jönköpings län, död 8 juli 1981 i Farsta församling, Stockholm, var en svensk militär.

## Biografi
Björck avlade studentexamen 1913. Han blev fänrik vid Trängen 1915. Björck genomgick Krigshögskolan 1922–1924 och var aspirant vid Generalstaben 1925–1927, kapten där 1928–1934. Han var lärare i trängtjänst vid militär förvaltningskurs 1929–1934 och stabschef vid Tränginspektionen 1936–1939. Björck befordrades till major vid Trängen 1936, till överstelöjtnant där 1939 och till överste i Trängen 1941. År 1939 blev han chef för Göta trängkår. Som sådan hade Björck ansvarsfulla uppdrag på beredskapsförband under ett betydelsefullt skede av kriget. På uppdrag av Folke Bernadotte organiserade han 1945 de så kallade Vita bussarna. Björck satte upp detachementet och var ledare för första resan till lägret Neuengamme nära Hamburg för transport av skandinaviska fångar ut från Nazityskland. Som överste blev han 1942 chef för arméinspektionens trängavdelning och utnämndes 1949 till generalmajor. Åren 1946–1949 var Björck även inspektör för underhållstrupperna, därefter till 1961 ledamot av Statens organisationsnämnd och under de följande åren konsult vid Statskontoret. Socialdetaljen inom armén fångade tidigt hans intresse och han var verksam medlem i 1940 års socialvårdskommitté, tjänstgjorde 1942-1944 vid Statens informationsstyrelse som militär rådgivare samt medarbetade med en mångfald artiklar i militära facktidskrifter. Björck blkev adjutant hos konung Gustaf V 1936 och var överadjutant 1941–1950. Åren 1943–1958 var han styrelseordförande i Kungafonden för beredskapens offer. Björck invaldes som ledamot av Krigsvetenskapsakademien 1939. Han blev riddare av Vasaorden 1933, av Svärdsorden 1936 och av Nordstjärneorden 1944 samt kommendör av andra klassen av Svärdsorden 1947, kommendör av första klassen av samma orden 1947 och av Vasaorden 1952.
Gottfrid Björck var son till köpmannen Karl Björck och Anna Jonsson. Han var sedan 1918 gift med hovsångerskan Irma Björck.